# Herman Kruis
Herman Kruis (Dordrecht, 4 februari 1956) is een Nederlands hockeycoach.
Herman Kruis was bondscoach van het Nederlandse dameshockeyteam van april 2008 tot oktober 2010. Voorheen was hij coach van het Nederlandse dames zaalhockeyteam. Kruis werkte als clubcoach voor zes verenigingen, meest gesitueerd in Noord-Brabant. Als speler kwam hij uit voor BHV Push.
Clubprijzen won Kruis met dames van Hockeyclub 's-Hertogenbosch: acht nationale landstitels en achtmaal de Europa Cup I. Ervaren speelsters als Ageeth Boomgaardt, Mijntje Donners, Minke Booij en Janneke Schopman maakten deel uit van zijn formatie.
Op 18 februari 2007 veroverde het Nederlandse dames zaalhockeyteam onder zijn leiding de Wereldtitel Zaalhockey in Wenen, Oostenrijk. In de finale werd Spanje met 4-2 verslagen. Een unicum in de historie, Nederland was niet eerder werelds beste in de zaal. Op 27 januari 2008 werd brons behaald op het Europees kampioenschap zaalhockey te Almería, Spanje.
De Koninklijke Nederlandse Hockey Bond presenteerde op 31 maart 2008 Kruis als opvolger van Marc Lammers. Per 1 september 2008 trad hij in dienst.

Op 25 oktober 2010 werd bekend dat de Koninklijke Nederlandse Hockey Bond Kruis na de verloren finale op het WK in Argentinië niet meer als bondscoach wilde hebben. Als reden hiervoor werd gegeven dat het vrouwenteam, in de ogen van de Koninklijke Nederlandse Hockey Bond, geen geheel meer vormde. De opvolger van Herman Kruis werd Max Caldas.

## Loopbaan
| 1985-1991: B.H.V. Push, heren         |
| 1991-1994: Forward, heren             |
| 1994-1997: B.H.V. Push, dames         |
| 1997-1999: HDM, heren                 |
| 1999-2000: Tilburg, heren             |
| 2000-2008: HC 's-Hertogenbosch, dames |
| 2006-2008: Nederlands zaalteam, dames |
| 2008-2010: Nederland dames            |
| 2010-2012: HDM, dames                 |
| 2015- Wit-Rusland dames               |
| 2012-2019: B.H.V. Push, dames         |

## Maatschappelijk
Kruis is manager van het Johan Cruijff College te Roosendaal. Een instituut waar topsporters naast hun sportcarrière een MBO-opleiding Marketing en Communicatie kunnen volgen. Eerder was Kruis verbonden aan VSO LOM Prisma De Rotonde te Breda, als docent aardrijkskunde en economie, tevens als adjunct-directeur. Competentiegericht Ontwikkelen is zijn handelsmerk; het naast leren van vakinhoudelijke kennis zich te bekwamen in competenties. De leerling dan wel sporter leert hierbij bijvoorbeeld in samenwerken, leidinggeven en zelfreflectie. Aandachtspunten van Kruis in openbaar debat zijn deelname van allochtonen in sport en topsportontwikkeling op lokaal niveau, in het bijzonder de stad Breda.